# Псков (аеропорт)
Аеропорт Псков або аеропорт Хрести (рос. Кресты) (IATA: PKV, ICAO: ULOO) — аеропорт спільного базування у Росії розташований за 6 км на південний схід від Пскова. На аеродромі базується 334-й військово-транспортний авіаційний полк (ВТАП) 18-ї дивізії військово-транспортної авіації РФ оснащений літаками Іл-76

## Авіалінії та напрямки, лютий 2021
| Авіакомпанія  | Пункт призначення                     |
| ------------- | ------------------------------------- |
| Азимут        | Москва-Внуково, Сочі                  |
| RusLine       | Анапа, Калінінград, Сочі, Сімферополь |
| Skol Airlines | Калінінград                           |

## Катастрофи та інциденти
- В ніч на 30 серпня 2023 року аеродром було атаковано парою десятків БПЛА невідомого типу. Згідно з офіційними повідомленнями місцевої влади пошкоджень зазнали 4 літаки Іл-76, на найближчі кілька днів всі рейси з аеродрому скасовано для перевірки стану ЗПС[4]. Українські джерела повідомляють про знищення чи пошкодження до 6 літаків[5] та пожежу в районі військової частини 64044, де дислокується 2-га бригада спецназу ГРУ[6].

## Ресурси Інтернету
- Офіційний сайт Псковського аеропорту